# Никодим (архимандрит Антониево-Сийского монастыря)
Никодим (ум. 1721) — архимандрит Антониево-Сийского монастыря Архангельской епархии Русской православной церкви; иконописец, автор и составитель двух сборников Сийского иконописного подлинника: лицевого и толкового.

## Биография
Родился в деревне Шуренга на реке Онега. Его имя до пострижения — Василий Мамонтов по прозвищу Шуренга. Также носил мирское имя Никон. Информация о ранней биографии была получена благодаря его собственноручным записям в Сийском иконописном подлиннике: «Сей образец Васки Мамонтова с Шуренги… прямое имя Никон, потом чернец Сийского монастыря, иеромонах многогрешный и архимандрит недостойный», «Перевод Василия Мамонтова Онежанина по реклому Шуренга», «Василий Мамонтов по прозванию Шуренга был монах Антония Сийского и иконописец». Также он сообщает, что был внуком игумена Кожеозерского монастыря Сергия, жил в этом монастыре в отрочестве и обучался там иконописи.

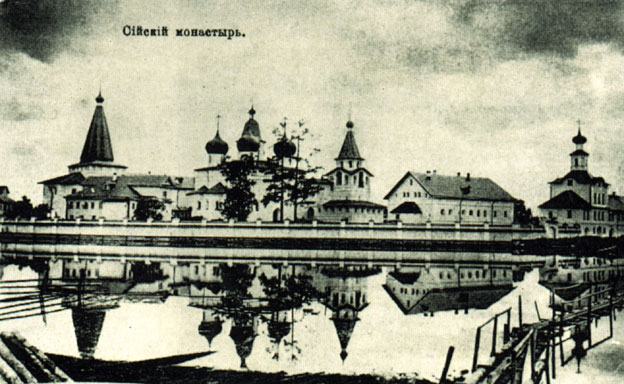
Антониево-Сийский монастырь
Дореволюционная открытка

В 1669—1671 Василий Мамонтов работал в Антониево-Сийском монастыре, написал для него много икон, а в 1673 принял здесь постриг под именем Никодим.
В 1677—1678 гг. он, уже в сане иеромонаха, принимал участие в перенесении мощей преподобных Исаии и Никанора Ручьёвских. Будучи иеромонахом, продолжает много заниматься иконописью и гравированием, в 1681—1682 служит монастырским книгохранителем, занимается перепиской и иллюстрированием книг монастырской библиотеки. В 1683—1684 годах руководит строительством подворья Антониево-Сийского монастыря в Москве. В 1686 году Никодим ездил на Новую Землю разыскивать пропавших моряков.
В 1691 году Никодим назначен казначеем Сийской обители, а в 1692, по учреждении в ней архимандрии — первым архимандритом этого монастыря.
В конце 1680-х — начале 1690-х Никодим принимал участие в создании знаменитого Сийского евангелия XVII века: несколько рисунков из Сийского иконописного подлинника, подписанные им, стали образцом для миниатюр Сийского евангелия.
Архимандрит Никодим был автором жития своего духовного учителя — сийского игумена преподобного Феодосия (1690-е годы) и Исторической редакции Жития преподобного Антония Сийского (1-я треть XVIII века). Также ему принадлежит «Алфавит духовный слагательный» — сборник писем, посланий и предисловий.
Никодим скончался в Антониево-Сийском монастыре 18 (29) июля 1721 года.

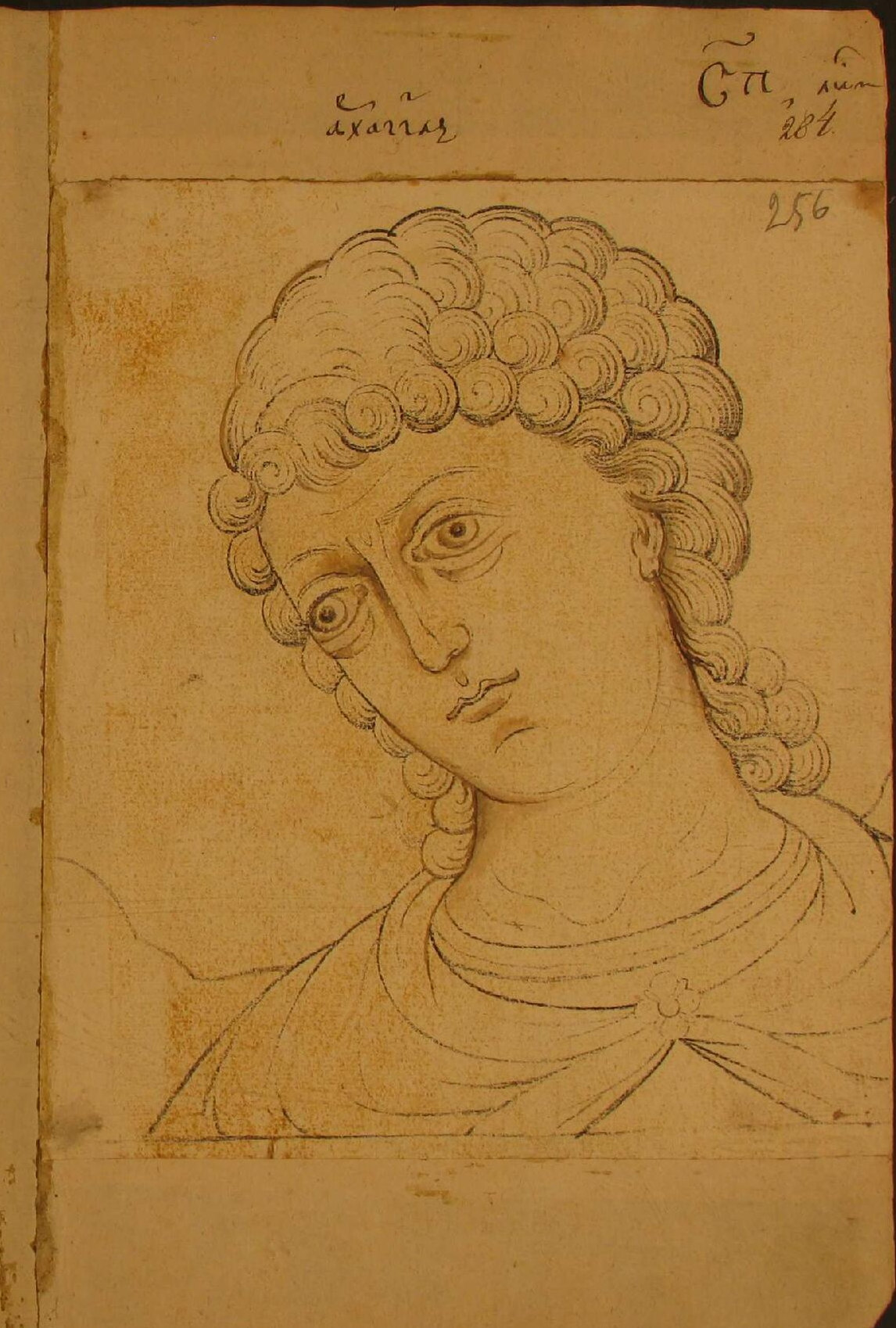
Никодим Сийский
(Василий Мамонтов).
Архангел. Прорись из Сийского иконописного подлинника

## Сийский иконописный подлинник
Главным его трудом в иконописи является составление одного из лучших иконописноых подлинников, дошедшего до нас в двух сборниках: лицевом и толковом. Никодим в 1680-х гг. собрал воедино отдельные тетради бумажных переводов (около 500 листов) с икон и сделал попытку систематизировать этот огромный материал. Он старался подобрать изображения, написанные на одни и те же темы иконописцами разных мест и времени. Благодаря такому распределению материала, до наших дней дошло большое количество разнообразных композиций, не входивших в другие иконописные подлинники вследствие их календарного распорядка переводов. Около сорока листов лицевого подлинника выполнено самим Никодимом.